# Johannes Henricus Voorda

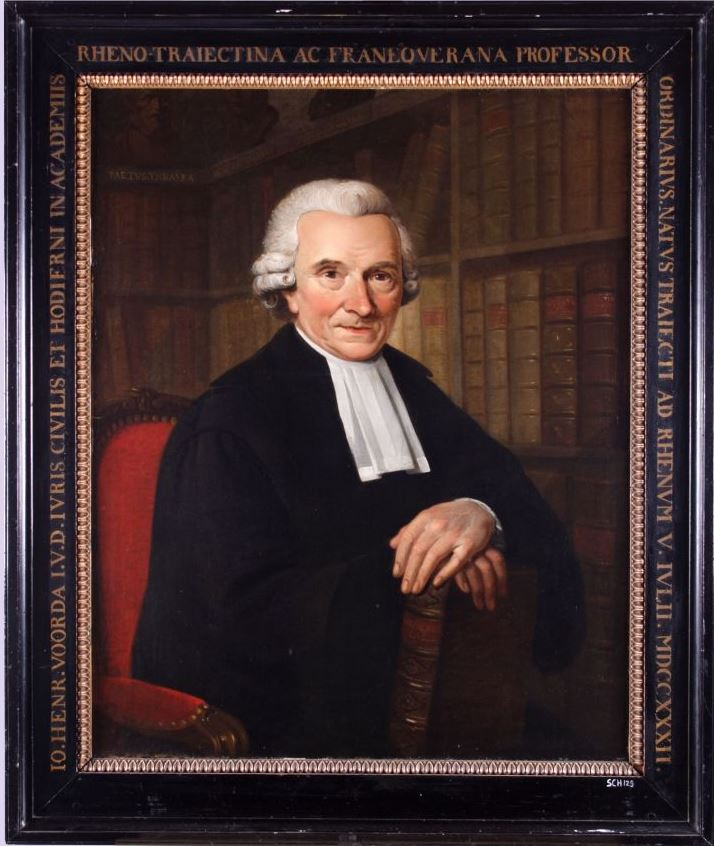
Porträt des Johannes Henricus Voorda durch Adriaan de Lelie.

Johannes Henricus Voorda (* 8. Juli 1732 in Utrecht; † 29. März 1814 in Leeuwarden) war ein niederländischer Rechtswissenschaftler.

## Leben
Der Sohn des Jacobus Voorda und der Petronella Beucker studierte in Utrecht unter seinem Vater und setzte seine Studien ab 1755 an der Universität Leiden fort. Mit der Abhandlung de Transmittenda hereditate paterna ex jure Digestorum promovierte er am 7. Oktober 1756 in Utrecht zum Doktor der Rechte und ließ sich anschließend als Advokat in Leeuwarden nieder. 1761 wurde er Mitglied der friesischen Regierung und am 27. Juli 1767 beriefen ihn die Kuratoren der Universität Utrecht zum Professor für Zivilrecht.
Dieses Amt trat er am 12. November 1767 mit der Abhandlung De juris civilis scientia et interpretatione pulcerrima sed difficili an und beteiligte sich 1773/74 als Rektor der Alma Mater auch an den organisatorischen Aufgaben der Hochschule. Bei der Niederlegung desselben hielt er die Rede de his, quae illustris Grotius in prolegomenis ad historiam Gothorum, Vandalorum et Longobardorum contra jus civile Romanum primo loco aculit et de praelatione, quam leges Visigothicae apud quasdam gentes sortitae fuisse ibidem dicuntur.
In den Unruhejahren der Batavischen Republik engagierte er sich politisch. Dabei vertrat er die patriotischen Interessen und war 1786 in den Utrechter Rat eingezogen. Da 1787 die Preußen in die Batavische Republik einzogen, musste er aus seinen Ämtern fliehen. Daraufhin erfolgte am 1. Oktober 1787 seine förmliche Entlassung aus seiner Professur. Das Utrechter Gericht verurteilte ihn am 19. Dezember 1789 wegen Hochverrats und wies ihn aus dem Land aus. Danach hielt er sich in Gent und später in Brüssel auf. 1795 wendeten sich die für ihn unerfreulichen Ereignisse. Ein Gerichtshof in Friesland hob das Urteil des Utrechter Gerichts auf.
1797 wurde er Professor an der Universität Franeker, welche Stelle er am 27. November 1797 mit einer Rede über die Lombardischen Gesetze in Italien de Longobardorum legibus in regno Neapolitano jure Justinianeo, non praelatis sed portpositis antrat. In dieser Eigenschaft übernahm er 1798/99 das Rektorat der Franeker Hochschule, welches er am 10. Juni 1799 mit der Rede de praelatis in Anglia Juri Justinianeo Normannorum legibus niederlegte. Am 25. Juni 1802 wurde er emeritiert, zog 1809 nach Leeuwarden, wo er unverheiratet mit fast 82 Jahren starb. Da er seinen Vater und seinen Bruder überlebte, kamen dessen umfangreiche Bücher- und Handschriftensammlungen in seinen Besitz. Diese gingen nach seinem Tod in die Bibliothek in Leeuwarden über.

## Weblink
- Catalogus Professorum Academiae Rheno-Traiectinae

| Personendaten    | Personendaten                          |
| ---------------- | -------------------------------------- |
| NAME             | Voorda, Johannes Henricus              |
| KURZBESCHREIBUNG | niederländischer Rechtswissenschaftler |
| GEBURTSDATUM     | 8. Juli 1732                           |
| GEBURTSORT       | Utrecht                                |
| STERBEDATUM      | 29. März 1814                          |
| STERBEORT        | Leeuwarden                             |